# Ram Jam
I Ram Jam furono una rock band statunitense, formatasi a New York intorno al 1970.
La band era composta da Myke Scavone (voce), Bill Bartlett (chitarra), Howie Arthur Blauvelt (basso) e Pete Charles (batteria), in seguito ci fu l'inserimento nella formazione alla chitarra di Jimmy Santoro.

## Storia
Il loro disco d'esordio Ram Jam venne pubblicato nel 1977, scalarono le classifiche grazie al loro singolo Black Betty, rifacimento del famoso brano degli anni venti, che raggiunse la 18ª posizione nella classifica dei singoli negli Stati Uniti e nella Top Ten del Regno Unito e in Australia, mentre l'album raggiunse la Top 40 degli Stati Uniti. È stato anche un successo nei Paesi Bassi, raggiungendo il numero 4. Il secondo album uscito nel 1978 è intitolato Portrait of the Artist as a Young Ram ed è ispirato ad un'opera di James Joyce. Dopo oltre quindici anni, nel 1994 esce il terzo ed ultimo album Thank You Mam.

## Formazione

### Ultima
- Myke Scavone - voce (1970-1996)
- Bill Bartlett - chitarra (1970-1996)
- Jimmy Santoro - chitarra (1978-1996)
- Howie Arthur Blauvelt - basso (1970-1996)
- Pete Charles - batteria (1970-1996)

## Discografia

### Album in studio
- 1977 - Ram Jam
- 1978 - Portrait of the Artist as a Young Ram
- 1994 - Thank You Mam

### Raccolte
- 1990 - The Very Best of Ram Jam
- 1996 - Golden Classics

### Singoli
- 1977 - Black Betty